# Fætter Ferdinand
Fætter Ferdinand er en fiktiv figur i Anders And-universet: Han er Onkel Joakims fætter. Han ligner onkel Joakim på en prik og går i pelshue, lædertrøje og mørkebrune sko – samme beklædning, som onkel Joakim havde på i Klondike. Og han prøver hele tiden at finde guld som en ægte von And! 
Fætter Ferdinand er skabt af Stefan Printz-Påhlson i historien På jagt efter fætter Ferdinand. Senere har Lars Jensen brugt ham i historierne Væddemålet, Dyst for hårde hunde og Klondikes søn.